# Sandwip
Sandwip ou Sandvip, Sondeep ou Sundiva (bengalî সন্দ্বীপ) est une île le long de la côte sud-est du Bangladesh, sur l'estuaire du fleuve Meghna dans le golfe du Bengale. Elle est une subdivision du district de Chittagong. Elle est séparée de la ville de Chittagong par le canal de Sandwip. Sa population est de près de 400 000 personnes[Quand ?] dans 15 subdivisions.
Sandwip est une des plus anciennes îles habitées du pays. Elle fut sous la domination de plusieurs conquérants au fil des siècles à cause de sa situation stratégique. Elle fut également un État indépendant dirigée par Delwar Khan. La principale activité est l'agriculture : riz, lentilles, légumes, blé, noix de coco et bétel. Son port exporte du sel et on y retrouve de la construction navale.

## Communautés
Les principales communautés de l'île sont :
- Azimpur ;
- Bauria ;
- Haramia ;
- Horishpur ;
- Kalapania ;
- Maitbhanga ;
- Mogdhara ;
- Musapur ;
- Santoshpur ;
- Gasua ;
- Amanullah ;
- Rahmatpur ;
- Sharikiat.

## Diaspora
Les insulaires de Sandwip ont de tout temps émigré pour trouver de l'emploi. On les retrouve à Chittagong, Dhaka et les autres villes du Bangladesh, et même outre-mer. Ils participent à l'économie de l'île par les devises qu'ils envoient à leurs familles restées à Sandwip. Entre autres, les émigrés travaillant à Dubaï ou aux États-Unis investissent souvent dans l'immobilier.